# Peintures pour chasser les démons
Les Peintures pour chasser les démons (辟邪絵, Hekija-e) sont une série de cinq kakemonos (rouleaux destinés à être déroulés verticalement) japonais, représentant des divinités de la pensée bouddhiste. Conservés au musée national de Nara, ils sont classés trésor national.

## Présentation
Les Peintures pour chasser les démons datent du XIIe siècle (époque de Heian), où elles faisaient à l’origine partie d’un long emaki connu sous le nom du Rouleau des enfers de la famille Masuda et illustrant les enfers bouddhistes à la manière des Rouleaux des enfers. Cet emaki appartenait vraisemblablement à l’ensemble connu sous le nom de peintures des Six Voies (rokudo-e) ; ces dernières furent créées et entreposées dans le temple Rengeō-in (appelé de nos jours Sanjūsangen-dō) – où seuls quelques élus pouvaient pénétrer – lors du règne de l’empereur Go-Shirakawa. Cependant, à la fin de la Seconde Guerre mondiale, le rouleau fut découpé sous forme de nombreux kakemono, dont les cinq ici traités.
Là où l’emaki original présentait donc les enfers sous divers aspects, les Peintures pour chasser les démons ne concernent plus que la partie représentant cinq divinités positives, censées écarter les démons et les maladies. On peut y déceler la forte influence du bouddhisme de Nara, qui était prédominant dans le Japon de l’époque de Heian. Une théorie laisse entendre que les calligraphies de ce rouleau et celles du Rouleau des enfers de Tōkyō seraient l’œuvre d’un même auteur.

## Les rouleaux
Ci-dessous se trouve la liste des cinq kakemonos. Tous sont composés selon le même schéma : l’illustration d’une divinité (qui donne son nom au rouleau) et un texte la décrivant.
|  | Tenkeisei (dieu de punition céleste) : 26 cm de haut pour 39,2 cm de large. Le dieu est montré en train de manger Gozutennō, une divinité maléfique.                      |
|  | Sendan Kendatsuba (dieu protecteur des enfants) : 25,8 cm de haut pour 77,2 cm de large. Le dieu est représenté sous forme humaine, embrochant des démons sur un trident. |
|  | Shinchū (Insecte divin) : 25,8 cm de haut pour 70 cm de large. Le dieu est dessiné ici sous la forme d'un papillon de nuit.                                               |
|  | Shōki : 25.9 cm de haut pour 45,2 cm de large. Shōki est un exorciste représenté ici attrapant un petit démon.                                                            |
|  | Bishamonten (ou Vaisravana) : 25,8 cm de haut pour 76,5 cm de large. Le dieu est représenté en train de chasser avec un arc, selon son iconographie typique en Chine.     |

Cliquez sur les images pour agrandir.

## Annexe

### Sources et références
1. 1 2 3  Peintures pour chasser les démons, Institut national pour l'héritage culturel (Japon)
2. 1 2  Seiichi Iwao et Hervé Benhamou, Dictionnaire historique du Japon, vol. 2, Maisonneuve & Larose, 2002 (ISBN 2-7068-1632-5, lire en ligne), p. 2260-2261
3. ↑  (en) Kinko  Ito, A history of manga in the context of Japanese culture and society, Journal of Popular Culture, 2005
4. ↑  (en) Mark Schumacher, Sendan Kendatsuba, photos on this page & below text, onmarkproductions.com
5. ↑  (en) Mark Schumacher, Hell Scrolls, onmarkproductions.com
6. ↑  Dieu de Punition Céleste, Institut national pour l'héritage culturel
7. ↑  Sendan Kendatsuba, Institut national pour l'héritage culturel
8. ↑  Insecte divin, Institut national pour l'héritage culturel
9. ↑  Shôki, Institut national pour l'héritage culturel
10. ↑  Bishamonten, Institut national pour l'héritage culturel